# Lewis–McChord közös légitámaszpont
A Lewis–McChord közös légitámaszpont az USA Washington államában, Tacomától 15 km-re délkeletre fekvő légitámaszpont, amely Fort Lewis és a McChord légitámaszpont 2010. február 1-jei összevonásával jött létre.

## Történet

### Fort Lewis
1916-ban helyi üzletemberek egy katonai bázis létesítését javasolták. Camp Lewis az első világháború során fontos kiképzőhely volt. Az egyik legjobban karbantartott és legolcsóbban fenntartott bázis mai nevét 1927-ben vette fel.
A támaszpont tüzérségi létesítményei a nisqually indiánok területén épültek fel, így többeknek el kellett hagyniuk otthonukat.
A második világháborúban a német és olasz hadifoglyokat itt rabosították. A bázis fontos szerepet játszott az „Igaz ügy” hadműveletben és az öbölháborúban is.

### McChord légitámaszpont
Az 1927-ben alapított Tacoma repülőtér 1938-ban vette fel William McChord ezredes nevét. A McChord repülőtér 1948-tól, az önálló légierő megalapításától működik légitámaszpontként.
A bázis szállítási, humanitárius és légvédelmi feladatokat is ellát.

## Környezetvédelem
Mivel a légitámaszpont környezete természetvédelmi terület, Fort Lewis és a McChord légitámaszpont is folytatott az ezek megóvására irányuló vizsgálatokat. A hadsereg több intézkedést is bevezetett a környezet megóvásának érdekében.

## Fordítás
Ez a szócikk részben vagy egészben  a   Joint Base Lewis-McChord című angol Wikipédia-szócikk ezen változatának fordításán alapul.  Az eredeti cikk szerkesztőit annak laptörténete sorolja fel. Ez a jelzés csupán a megfogalmazás eredetét és a szerzői jogokat jelzi, nem szolgál a cikkben szereplő információk forrásmegjelöléseként.